# メンデルソン症候群
メンデルソン症候群（ - しょうこうぐん、Mendelson's Syndrome）は1946年に、産婦人科医カーティス・メンデルソン（Curtis Mendelson）が全身麻酔による無痛分娩の後では重篤な誤嚥性肺炎が高率に生じることを報告した疾患。

## 症状
吐物に含まれる胃酸（pH2.5以下）が重篤な肺障害を起こす。全身麻酔下における手術後に起こることが多い。発症してしまうと致死率50％とされているため、最大の治療はまず予防である。
又、肥満患者や胃食道逆流症患者の全身麻酔導入時での発生率が高く注意が必要である。